# Sankt Peter-Ording

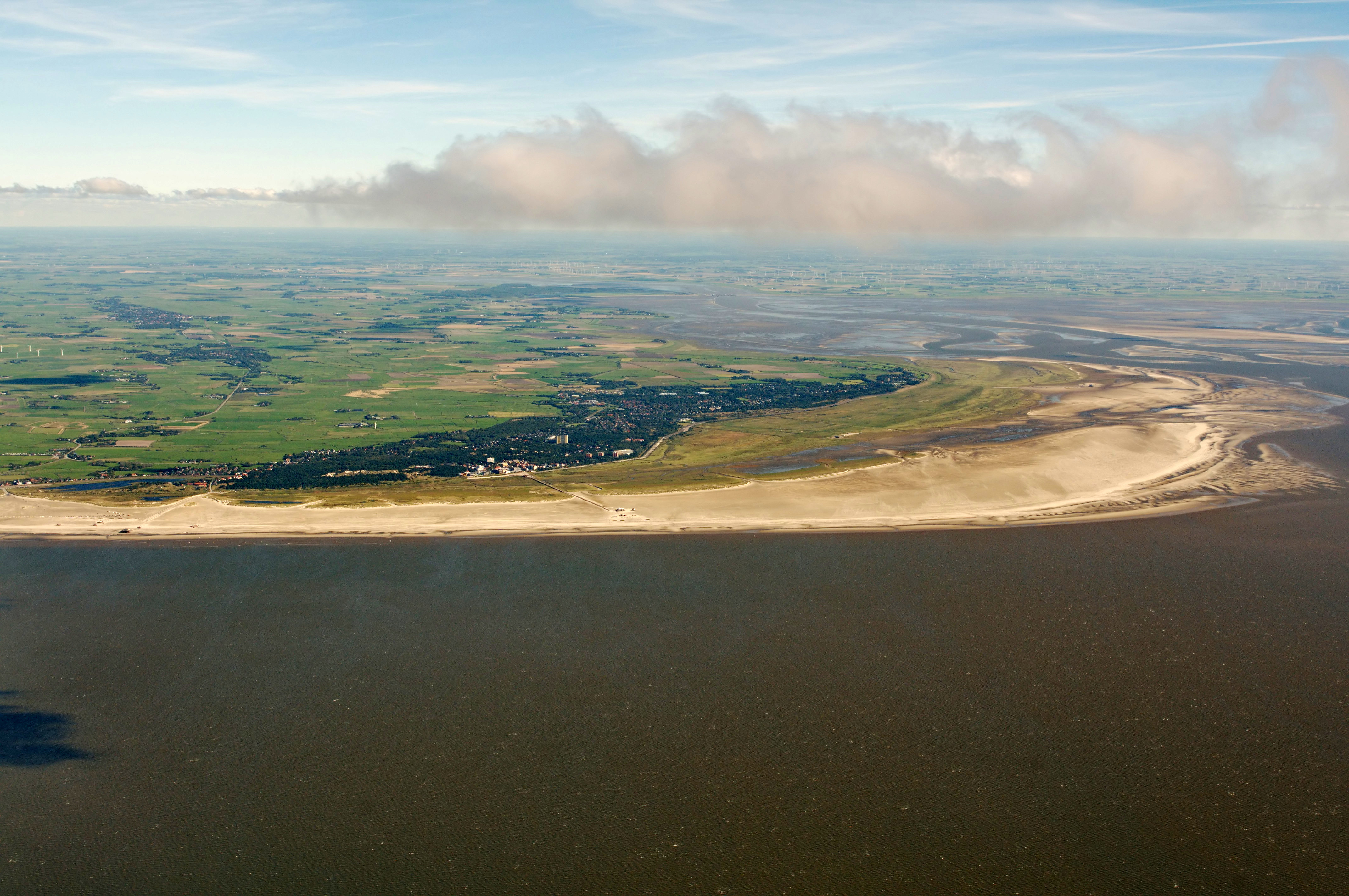
St. Peter-Ording

Sankt Peter-Ording è una popolare località balneare del Mare del Nord, di 3 951 abitanti facente parte del circondario della Frisia Settentrionale e situata sulla costa occidentale dello Schleswig-Holstein (Germania del Nord).

## Geografia fisica

### Collocazione
St. Peter-Ording si trova a circa 145 km a nord-ovest di Amburgo e a 90 km a sud-ovest di Flensburgo.
La città è collocata sulla costa occidentale della penisola di Eiderstedt.

## Da vedere
La cittadina, situata nel parco nazionale del Wattenmeer dello Schleswig-Holstein (Nationalpark Schleswig-Holsteinisches Wattenmeer), è caratterizzata da una spiaggia lunga 12 km con le caratteristiche dune, tipiche di queste zone.
Lungo queste spiagge si sviluppano alcuni stabilimenti balneari caratterizzati da lunghi pontili, che collegano la terraferma ad una piattaforma su palafitta (in tedesco Pfahlbauten) su cui si trovano ristoranti e negozi. 
Questa particolare struttura lignea è necessaria perché la spiaggia su cui si affaccia Sankt Peter-Ording, come del resto tutta la linea costiera del Mare del Nord, è caratterizzata da una forte alta e bassa marea.

## Cinema
La maggior parte delle scene del film Womb sono state girate su queste coste, definite dal regista Benedek Fliegauf «così incredibilmente ampie e piatte da far percepire una sensazione di eternità».